# Харківський медичний коледж № 2
Харківське медичний коледж № 2 — комунальний вищий навчальний заклад II рівня акредитації Харківської обласної ради, що розташований у Харкові.
Має бібліотеку, гуртожиток.

## Історія
Рішенням Харківського облвиконкому 1937 року було відкрито Харківську зуболікарську школу. Перший випуск зубних лікарів 1939 року склав 30 осіб. В 1954 році школа реорганізована в Харківське медичне училище № 2. 2005 року училище реорганізоване в Харківський медичний коледж № 2.

## Структура, спеціальності
Коледж готує молодших спеціалістів за фахом:
- Сестринська справа;
- Стоматологія;
- Стоматологія ортопедична.